# Hrvatski nogometni kup 1996./97.
Hrvatski nogometni kup 1996./97. bio je šesti Hrvatski nogometni kup. Naslov je uspješno obranio Croatia Zagreb.

## Šesnaestina završnice, 13. – 26. kolovoza
| Br. | Domaći sastav               | Rezultat         | Gostujući sastav |
| --- | --------------------------- | ---------------- | ---------------- |
| 1   | Hajduk Pridraga             | 1:6              | Hajduk Split     |
| 2   | Mladost Hrastovac           | 1:3              | Varteks Varaždin |
| 3   | Napredak Velika Mlaka       | 2:3              | Segesta Sisak    |
| 4   | Orijent Rijeka              | 0:0 (pr) (5:6 p) | Belišće          |
| 5   | Gospić                      | 0:0 (pr) (5:4 p) | Zadarkomerc      |
| 6   | Podvinje                    | 0:1              | Inker Zaprešić   |
| 7   | Varaždin                    | 1:5              | Rijeka           |
| 8   | Solin Kaltenberg            | 0:3              | Zagreb           |
| 9   | Mladost 127 Suhopolje       | 1:2 (pr)         | Osijek           |
| 10  | Hrvatski dragovoljac Zagreb | 3:1              | Cibalia Vinkovci |
| 11  | Baranja Osijek              | 1:2 (pr)         | Croatia Đakovo   |
| 12  | Slavonija Požega            | 3:1              | Bjelovar         |
| 13  | Slaven Belupo Koprivnica    | 1:0              | Istra Pula       |
| 14  | Zagorec Krapina             | 1:1 (pr) (5–3 p) | Šibenik          |
| 15  | PIK Vrbovec                 | 0:3              | Dubrovnik        |
| 16  | Zrinski Bošnjaci            | 0:5              | Croatia Zagreb   |

## Osmina završnice, 4. – 10. rujna
| Br. | Domaći sastav        | Rezultat | Gostujući sastav |
| --- | -------------------- | -------- | ---------------- |
| 1   | Osijek               | 3:0      | Segesta          |
| 2   | NK Zagreb            | 2:1      | Zagorec Krapina  |
| 3   | Inker Zaprešić       | 2:1      | Belišće          |
| 4   | Slaven Belupo        | 3:6      | Croatia Zagreb   |
| 5   | Hrvatski dragovoljac | 1:0      | Rijeka           |
| 6   | Gospić               | 0:3      | Dubrovnik        |
| 7   | Hajduk Split         | 3:0      | Slavonija Požega |
| 8   | Varteks              | 4:0      | Croatia Đakovo   |

## Četvrtzavršnica, 16. listopada (22. – 23. listopada)
| Prva momčad    | Rez. | Druga momčad         | 1. ut. | 2. ut. |
| -------------- | ---- | -------------------- | ------ | ------ |
| Croatia Zagreb | 4:1  | Dubrovnik            | 1:1    | 3:0    |
| NK Zagreb      | 4:0  | Inker Zaprešić       | 3:0    | 1:0    |
| Osijek         | 4:3  | Hajduk Split         | 2:1    | 2:2    |
| Varteks        | 2:4  | Hrvatski dragovoljac | 1:3    | 1:1    |

## Poluzavršnica, 9. travnja (16. travnja)
| Prva momčad          | Rez. | Druga momčad | 1. ut. | 2. ut. |
| -------------------- | ---- | ------------ | ------ | ------ |
| Croatia Zagreb       | 2:1  | Osijek       | 2:1    | 0:0    |
| Hrvatski dragovoljac | 2:6  | NK Zagreb    | 1:3    | 1:3    |

## Završnica
| 29. svibnja 1997.                |     |           |                                              |
| Croatia Zagreb                   | 2:1 | NK Zagreb | Maksimir, Zagreb Sudac: Goran Marić (Zagreb) |
| Cvitanović 30' (pen.) Viduka 69' |     | Sopić 77' | Maksimir, Zagreb Sudac: Goran Marić (Zagreb) |

## Poveznice
- 1. A HNL 1996./97.
- 1. B HNL 1996./97.
- 2. HNL 1996./97.
- 3. HNL 1996./97.
- 5. rang HNL-a 1996./97.
- 6. rang HNL-a 1996./97.
- 7. rang HNL-a 1996./97.
- 8. rang HNL-a 1996./97.